# Enets
Het Enets (Онэй база, Onei baza) is een bedreigde Samojeedse taal uit Noord-Siberië. Het wordt gesproken door de Enetsen rond de Beneden-Jenisej, binnen de grenzen van het district Tajmyrski, een onderverdeling van Kraj Krasnojarsk, in Rusland. Er zijn nog ongeveer tien vloeiende sprekers over; het totale aantal mogelijke sprekers ligt rond de veertig personen. Alle sprekers zijn vijftig jaar of ouder.
Het Enets behoort tot de noordelijke tak van de Samojeedse talen, waartoe ook het Nenets en het Nganasaans behoren. De Samojeedse talen maken op hun beurt weer uit van de Oeraalse talen. Tot het midden van de twintigste eeuw werd de taal gezien als een dialect van het Nenets; hier is het ook 1000-1500 jaar geleden van afgesplitst.

## Dialecten
Er bestaan twee verschillende dialecten, Bos-Enets en Toendra-Enets, die als afzonderlijke talen kunnen worden beschouwd.
Bos-Enets is de kleinste van de twee Enets-dialecten. In de winter van 2006/2007 spraken ongeveer 35 mensen het (zes in Doedinka, twintig in Potapova en tien in Tukhard, van wie de jongste in 1962 werd geboren en de oudste in 1945). Veel van deze sprekers zijn drietalig, en spreken Bos-Enets, Toendra-Nenets en Russisch, en spreken liever Nenets dan Enets.

## Spelling
Enets wordt geschreven met behulp van het Cyrillische alfabet, maar het bevat de letters ԑ, ӈ en ҫ, die niet worden gebruikt in het Russische alfabet.
| А а | Б б | В в | Г г | Д д | Е е | Ё ё | Ԑ ԑ |
| Ж ж | З з | И и | И и | К к | Л л | М м | Н н |
| Ӈ ӈ | О о | П п | Р р | С с | Ҫ ҫ | Т т | У у |
| Ф ф | Х х | Ц ц | Ч ч | Ш ш | Щ щ | ъ   | Ы ы |
| ь   | Э э | Ю ю | Я я |     |     |     |     |